# Гуцисько (Пшисуський повіт)
Гуцисько (пол. Hucisko) — село в Польщі, у гміні Пшисуха Пшисуського повіту Мазовецького воєводства.
Населення — 58 осіб (2011).
У 1975-1998 роках село належало до Радомського воєводства.

## Демографія
Демографічна структура станом на 31 березня 2011 року:
|          | Загалом | Допрацездатний вік | Працездатний вік | Постпрацездатний вік |
| -------- | ------- | ------------------ | ---------------- | -------------------- |
| Чоловіки | 29      | 3                  | 20               | 6                    |
| Жінки    | 29      | 3                  | 11               | 15                   |
| Разом    | 58      | 6                  | 31               | 21                   |